# Witte Dame (buurt)
Witte Dame is een buurt in Eindhoven, in de Nederlandse provincie Noord-Brabant. Deze buurt is onderdeel van het stadsdeel Centrum.
De buurt is vernoemd naar de Witte Dame. De Regent en de flats aan de lichtstraat behoren tot deze buurt.